# マーク・オブ・クリィ
『マーク・オブ・クリィ』 (The Mark of KRI) とはソニー・コンピュータエンタテインメントのサンディエゴスタジオが開発したPlayStation 2用の3Dアクションゲームで、アメリカでは2002年7月29日に発売された。日本では2003年10月23日にカプコンから発売された。日本未発売だが、続編『Rise of the Kasai』が出ている。

## 概要
ポリネシア文化の影響を受けたファンタジックな世界観のアクションゲームで、プレイヤーはクリィの紋章を守る、戦士ラウとなって、刃や槍、弓などの武器で、相棒の鳥クゾーと共に悪に立ち向かう。
相棒の鳥クゾーを別の木や建物に飛ばし、敵の動きや位置を監視したり、敵に見付からない様に背後から暗殺するなど、ステルス攻撃や、ボタンを組み合わせて、コンボ攻撃が出来たり、様々な戦略アクションのパターンが出来る。
日本版では海外版と違って、仕様変更が行われており、敵を倒す時に、首や手足の切断が出来ない。
2002年にゲーム誌『Electronic Gaming Monthly』の8月号で、好評を博したゲームと評価された。
キャラクターや世界観のデザインを担当したJeff Merghartは、キャラクターなど少なからずともポリネシア文化の影響を受けている事を認めており、ポリネシア風味が好きで、ポリネシア風味をひねって加えたゲームを作りたかったので、苦労だったと語っている。ポリネシア以外にも、中国やネイティブアメリカン的な文化の要素も含まれている。
ニュージーランドの先住民マオリ族からこのゲームは議論も出た事もあった。マオリ族の知的財産を主張するマウイ・ソロモン弁護士が、キャラクターのタトゥー（刺青）がマオリ族の伝統的な刺青のものに似ているなど主張し、悪用されて不快感だと発言していた。また主人公のラウ（RAU）の名はマオリ族で刃を意味の他、武器なども、マオリ族の文化的な要素があると言う。2003年4月にマオリ族の知的財産所有権運動家キンギギ・ギルバートが、商業的利益のためにマオリ族を利用して使用をするなら補償する必要があると、ソニーに手紙を送った事もある。